# Galantni stil
Rokoko je glazbeni pravac koji se javio u 18. stoljeću kao reakcija na barokni stil. Manje formalan i grandiozan u strukturi, bio je dražestan više nego dubok, više hedonistički nego rizičan ili poduzetan. 
Najjače se odrazio u francuskoj glazbi instrumenata s tipkama.
Najpoznatiji predstavnik tog stila bio je François Couperin (1668 - 1733).
Jean Philippe Rameau predstavlja ozbiljniju francusku glazbenu misao toga doba. 
U Njemačkoj su stil do neke mjere prilagodili Georg Philipp Telemann, Johann Mattheson (1681-1764) i sinovi Johanna Sebastiana Bacha, a rokoko se javio i kao element u obliku klavirskih sonata Domenica Scarlattija. 
Tragovi rokokoa prisutni su i u ranijim djelima Josepha Haydna i Wolfganga Amadeusa Mozarta.